# K.k. Bergführerkompanien
Die k.k. Bergführerkompanien waren ein Truppenverband der Österreichisch-Ungarischen Landstreitkräfte. 
Aufgestellt wurden die Bergführerkompanien im Jahre 1916, als man erkannt hatte, dass gebirgskundiges Personal dringend benötigt wurde. Die Kompanien bestanden in der Hauptsache aus Angehörigen der Gebirgsschützen-Regimenter (Landesschützen/Kaiserschützen Regimenter und Landwehr-Infanterieregimenter Nr. 4 und Nr. 27) sowie, wenn auch seltener, aus Freiwilligen anderer Truppenteile, die aus landsmannschaftlichen Gründen (Bewohner der Hochgebirgsregionen) dafür geeignet schienen.

Die Ausbildung der Militärbergführer erfolgte in eigenen Bergführerersatz- und Instruktionskompanien. Dort wurden Soldaten aus den unterschiedlichsten Einheiten, die meist schon vor dem Krieg alpinistische Kenntnisse erworben hatten oder sich anderweitig als geeignet erwiesen, zu Bergführern ausgebildet. Oftmals wurden autorisierte und erfahrene Alpenvereinsbergführer als Ausbilder eingesetzt. Der Unterricht der militärischen Alpinkurse unterschied sich nicht von den Bergführerkursen des Alpenvereins und umfasste die praktischen Fächer: Fels- und Eistechnik, Kartenlesen und Orientieren im Gelände, Erste Hilfe, Seilgebrauch und Erlernen bzw. Perfektionierung des Schilaufes. Militärische Neuerungen waren die Versicherung alpiner Steige sowie Sprengwesen und Sturmausbildung.
Ziel dieser Lehrgänge war es, die Militärbergführer in die Lage zu versetzen, einerseits selbst militärisch und alpinistisch schwierige Unternehmungen durchführen zu können, andererseits aber der Truppe als Instruktoren die elementarsten alpinistischen Grundsätze beizubringen.
Als Oberkommando der Bergführertruppe wurde in Bozen das Bergführertruppenkommando der 10. Armee eingerichtet, dem 3 Unterkommanden mit wiederum 13 Bergführerkompanien in den einzelnen Frontabschnitten nachgeordnet waren. Die Instruktionsabteilungen verlegte man nach St. Christina in Gröden, wo sie sich nach und nach zu einer militärisch-alpinen Hochschule entwickelte.
Von den sogenannten Alpinreferenten (oftmals namhafte, staatlich anerkannte und berufsmäßige Bergführer, die aus alters- oder sonstigen Gründen nicht den aktiven Truppenteilen zugewiesen waren) wurden regelmäßig Lehrgänge durchgeführt, um das Personal der Kompanien ständig zu schulen. (Einer dieser Instruktoren war der Bergführer und Leutnant im k.u.k. Festungsartillerie-Bataillon Nr. 6 Luis Trenker, der später auch Mitglied einer Bergführerkompanie wurde.)
Aufgabe der Bergführerkompanien war es in erster Linie, für angreifende Verbände das Gelände zu erkunden, die Anmarschwege durch Fels- oder Eiswände gangbar zu machen und diese zu sichern. Es waren weiterhin alpine Erkundungen durchzuführen, fixe Seile und Leitern anzubringen und die Geschütztransporte an die unmöglichsten Stellen zu organisieren. Letztendlich gehörten die Bergführer jedoch zur kämpfenden Truppe und wurden in diesem Rahmen vorwiegend zu Stoßtruppunternehmungen eingesetzt. Die Kompanien operierten selbstständig nur in dem ihnen zugewiesenen Abschnitt (nur in diesem durften sie eingesetzt werden) und waren der Brigade, der Truppen-Division oder dem Korps direkt unterstellt. Die Nummerierung erfolgte nach den ihnen zugewiesenen Abschnitten bzw. Rayons von West nach Ost.
Beispiel:

Die Bergführerkompanie I/1 befand sich im Rayon I des Verteidigungsabschnitts Stilfser Joch bis Zufall-Spitze (Monte Cevedale) und unterstand im Oktober 1918 der 164. Infanterie-Brigade. Weisungsbefugt war jedoch der Rayonskommandant.
Die personelle Zusammensetzung der Bergführerkompanien war individuell verschieden und wurde den jeweiligen Erfordernissen angepasst.

Infolge der Selbstständigkeit der Einheiten, der rätselhaften Ereignisse anlässlich des Kriegsendes an der italienischen Front (3. November oder 4. November 1918) und des damit verbundenen Durcheinanders sind Gefechtsberichte nur in äußerst geringem Umfang erhalten geblieben. Es ist daher nicht mehr möglich, die Aktivitäten der Bergführerkompanien umfassend zu dokumentieren.